# Radějovka
Radějovka (slovakiska: Radejovka) är ett vattendrag i Tjeckien, ett biflöde till Morava. Det nedre loppet är kanaliserat (Baťův kanál) och ingår delvis i gränsen mot Slovakien. Vattendraget rinner genom regionen Södra Mähren, i den sydöstra delen av landet, 250 km sydost om huvudstaden Prag.